# Mega MGC Coffee
Mega MGC Coffee (ハングル: 메가 MGC 커피)とは、韓国のコーヒーショップである。
フランチャイズによる運営で2015年に創業し、手頃な価格によって学生や若者を中心に人気を集めている。イメージキャラクターはサッカー選手のソン・フンミンとアイドルのITZYを起用している。
2024年5月には韓国の低価格コーヒーチェーンでは初となる3000店舗を突破し、韓国で2番目に店舗数の多いコーヒーショップとなった。また、同月には初の海外店舗となるモンゴル1号店をオープンし、今後はアジアやアメリカへの出店も検討中とされる。
2024年7月、中国企業miHoYoのゲーム『原神』とのコラボレーションを実施し、キャラクター「放浪者」をイメージしたメニューとグッズを発売した。このコラボレーションの開始から15日間で約60万個の商品を販売し、注文アプリの会員登録数は前月の5倍に増加した。
飲料販売のほか、外部企業との提携によるコンサートの開催やドラマ制作支援などのエンタメ事業も行なっている。

## 製品

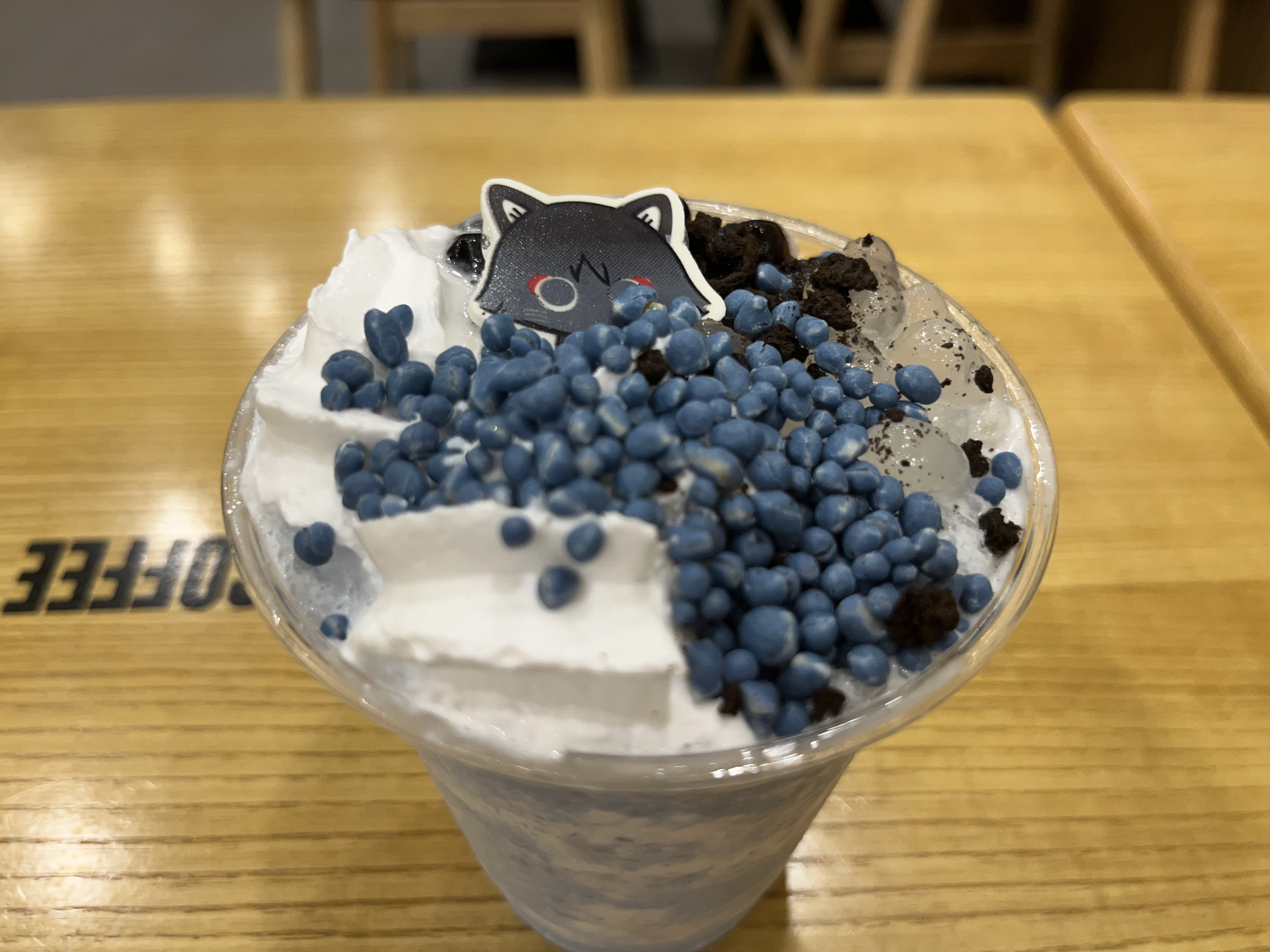
販売商品の一例

アメリカーノなどのコーヒーに加え、ラテ、エード、デカフェコーヒーなど数十種類のアイス・ホット飲料が販売されている。季節限定やコラボ期間限定のメニューも存在する。飲料のほかかき氷、パン、ケーキなどのデザートも販売する。インスタントコーヒーや水筒などの関連製品の販売もある。